# 主教座堂廣場 (維爾紐斯)

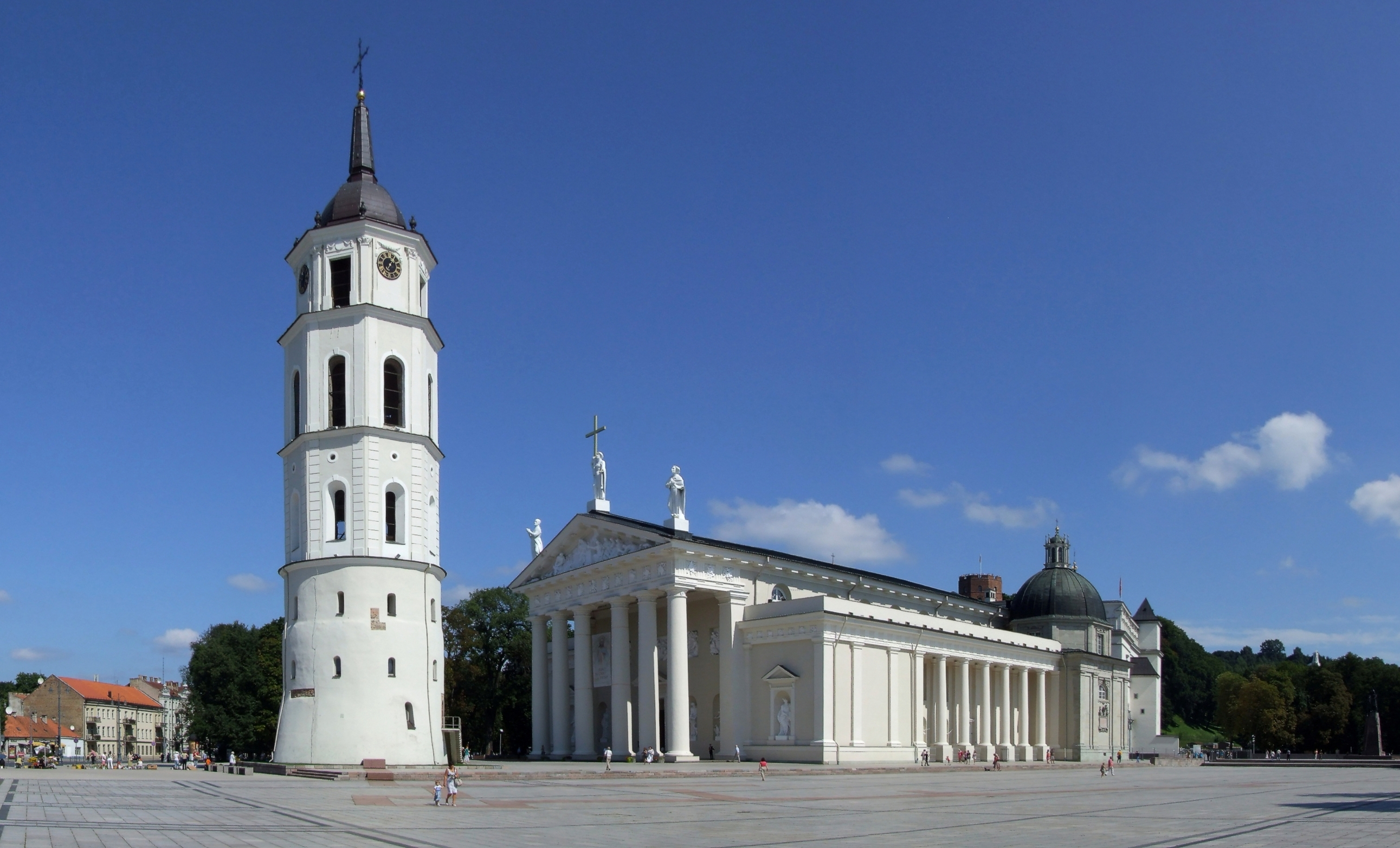
主教座堂和鐘樓

主教座堂廣場是位於立陶宛維爾紐斯舊城區的一座廣場，位於維爾紐斯主教座堂之前，是維爾紐斯最重要的廣場之一，在這裡曾經舉辦過許多公眾集會活動。主教座堂廣場是立陶宛的地標之一。